# 염증성 장질환

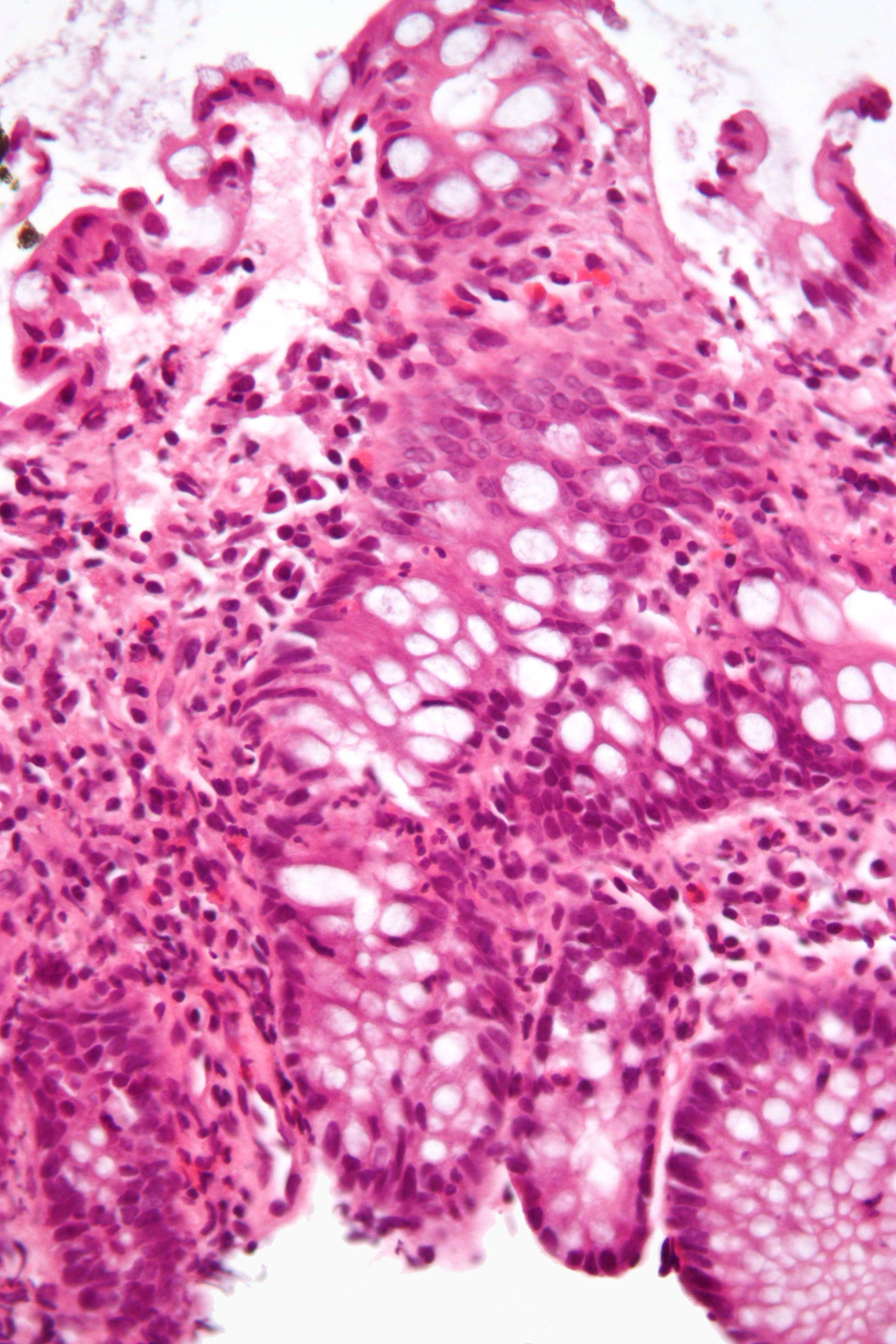

염증성 장질환(영어: inflammatory bowel disease)은 궤양성 대장염·크론병·베체트병 등 알 수 없는 원인으로 장에 염증이나 궤양이 생기는 만성 염증성 질환을 말한다.

## 윤종신 크론병 고백
가수 뿐 아니라 방송에서도 왕성하게 활동하고 있는 윤종신은 2012년 2월 SBS TV '힐링캠프, 좋지 아니한가'에 출연해 20년간 크론병을 앓고 있다고 고백했다.

### 환우회 활동
대한민국에서는 염증성 장질환 환자 및 가족을 위한 민간 자조모임들이 일부 운영되고 있다. 대표적인 단체로는 궤양성대장염 환우 모임인 UC사랑회(2005년 설립)와 크론병 환우 모임인 크론가족사랑회(1999년 설립)가 있다.
이들 단체는 정기 모임, 온라인 상담, 교육 자료 제공, 전문가 건강강좌 등을 통해 환우 간 정보 교류와 심리적 지지를 도모하고 있다.  2022년에는 대한장연구학회 주최의 ‘장의 날’ 행사에 참여하였으며, 2025년에는 ‘장(腸)해, 우리!’라는 이름의 건강토크쇼를 공동 개최해 환자들의 치료 경험 발표와 전문의 강연을 진행하였다.
이 같은 환우회 활동은 질환에 대한 사회적 인식을 높이고, 환자 중심의 질환 관리 모델을 확산시키는 데 기여하고 있다.

## 같이 보기
- 궤양성 대장염
- 크론병
- 장염

### 의료기관
- 서울대학교병원
- 서울대학교어린이병원
- 연세대학교의과대학 세브란스병원
- 고려대학교의료원
- 삼성서울병원
- 서울아산병원
- 메디컬잡